# Abraxas metabasis
Abraxas metabasis är en fjärilsart som beskrevs av Louis Beethoven Prout 1927. Abraxas metabasis ingår i släktet Abraxas och familjen mätare. Inga underarter finns listade i Catalogue of Life.